# Кероглу (станція метро)
40°25′14″ пн. ш. 49°55′06″ сх. д. / 40.42056° пн. ш. 49.91833° сх. д.
«Кероглу» (азерб. Koroğlu) — станція першої лінії Бакинського метрополітену, розташована між станціями «Улдуз» і «Кара Караєв».
Станція введена в експлуатацію 6 листопада 1972 року в складі ділянки «Улдуз» — «Нєфтчіляр».
Перша назва «Мешаді Азізбеков» (азерб. Məşədi Əzizbəyov) станція отримала на честь діяча революційного руху в Азербайджані, Мешаді Азім-бек-огли Азізбекова.
Вестибюлі — станція є центром великого пересадного вузла. Виходи зі станції ведуть до залізничної платформи «8-й кілометр» і до автостанції, що зв'язує центр міста з великими промисловими районами і передмістями.
Конструкція станції — колонна трипрогінна мілкого закладення. 
Оздоблення станції поєднує в собі легкість конструкцій і простоту оформлення. Два ряди тонких колон, оббитих сріблясто-білим гофрованим металом тримають на собі стелю станції. Колійні стіни оздоблені гранітом темних відтінків, підлога вистелена світлим мармуром, по якому проходить темна «змійка» з граніту. Центр композиції станції — барельєф Мешаді Азізбекова.
У листопаді 2011 року станція закрилася на реконструкцію, в ході якої і отримала сучасну назву «Кероглу» на честь героя тюркського епосу.